# Tjuvakällaren
Tjuvakällaren var en tortyrkammare i Stockholm, inrättad på 1400-talet och i bruk fram till 1772.
Tjuvakällaren inrättades i Rådstugan i Stockholm samtidigt som Siskeburen och murades 1470–1471. Den låg i källaren under Rådstugan och nåddes genom en stentrappa från Rådhusgården. Källaren beskrivs som mycket kall, saknade avlopp och var därför ofta full med avloppsvatten från den omgivande staden. Den innehöll flera tunga stockar, vid vilka fångar kunde kedjas fast med järn. En annan vanlig tortyrmetod var att kedja fast fångar vid stenväggen. Väggen var så kall att de flesta fångar brukade säga vad fångvaktarna ville att de skulle säga efter endast några timmar. 
År 1772 avskaffades tortyren i Sverige av Gustav III efter en ansökan av generallöjtnant Fredric Horn och den Kungliga Generalskrigsrätten. I en förordning från detta år stängdes alla tortyrkammare, som Tjuvakällaren i Rådhuset och Rosenkammaren i Nya Smedjegården.